# جی شیر
جی شیر منطقهٔ شهری اصفهان از بخش مرکزی شهرستان اصفهان در استان اصفهان ایران است.

## جمعیت
قسمتی از این منطقه در ناحیهٔ ۴ شهری اصفهان قرار دارد و براساس سرشماری مرکز آمار ایران در سال ۱۳۸۵، جمعیت آن ۱٬۹۷۲ نفر (۵۱۹ خانوار) بوده است. 
منطقهٔ مرفه‌نشین آن در ناحیهٔ ۴ شهرداری اصفهان قرار دارد و سایر قسمت‌های کمترتوسعه‌یافته یا کشاورزی در سایر نواحی قرار دارند.